# Ruhollah Hosseinian
Ruhollah Hosseinian (en persa: روح الله حسینیان‎; Shiraz, 28 de octubre de 1955 - Teherán, 25 de agosto de 2020) fue un juez y político iraní. Se desempeñó en el Ministerio de Inteligencia de Irán como adjunto de Ali Fallahian y en abril de 2007 fue designado por el presidente, Mahmud Ahmadineyad como su asesor de seguridad.
Participó en el Patronato del Centro de Documentación de la Revolución Islámica, y de 2007 a 2009 fue miembro del Consejo para Difundir los Pensamientos de Mahmoud Ahmadinejad. También integró el parlamento de 2008 a 2016.

## Asesinatos en cadena
En 1998 salió a la luz una serie de asesinatos de intelectuales iraníes disidentes, llamados "los asesinatos en cadena", que se cree que son un intento de intimidar a los reformistas iraníes. El 4 de enero de 1999, el Ministerio de Inteligencia emitió un comunicado admitiendo que sus propios agentes habían cometido los asesinatos y declarando que estaban dirigidos por un oficial deshonesto, Saeed Emami. 
Hosseinian hizo varias declaraciones sobre los asesinatos. Poco después de la admisión del ministerio, afirmó que Emami era inocente de los crímenes que en realidad eran obra de los reformistas del presidente Mohammad Jatamí.
 

Según Muhammad Sahimi de la Oficina de Teherán, el 12 de enero de 1999, Hosseinian apareció en el programa de televisión Cheraq (Light), donde afirmó que los reformistas habían asesinado a las víctimas y que los asesinatos podrían estar justificados. Algunas de las víctimas eran apóstatas, 
 Mientras que otros habían insultado al Profeta, su familia y Los Doce Imanes. También dijo que los asesinos habían sido izquierdistas islámicos en la década de 1980 y habían apoyado firmemente a Mohammad Jatamí en su campaña presidencial para la presidencia. Más tarde, en la Escuela Haghani, dirigida por... El ayatolá Mohammad Taghi Mesbah Yazdi - Hosseinian dijo que Mostafa Kazemi había planeado los asesinatos para crear fisuras entre Khatami y Alí Jamenei, y permitir que el primero tomara el poder. También reconoció, “El tema de los asesinatos nos ha capturado. Hagamos lo que hagamos para escapar de él, encontramos la manera de escapar". 
 Según otro informe, Hojatoleslam Hosseinian ha declarado que Saeed Emami fue asesinado para "evitar la identificación de las autoridades administrativas superiores que ordenaron los asesinatos ".
Sin embargo, los reformadores de la República Islámica han acusado a Hosseinian, que había trabajado para el Ministerio de Inteligencia en ese momento, había inspirado los asesinatos. Alí Lariyaní que había permitido que esta acusación se transmitiera en la televisión iraní, se le prohibió asistir a las sesiones del gabinete.

## Fallecimiento
Hosseinian murió el 25 de agosto de 2020, luego de tener antecedentes de problemas cardíacos.

## Otras lecturas
- Respondiendo solo a Dios: fe y libertad en el Irán del siglo XXI ISBN 978-0-8050-7299-0

- Datos: Q7378678
- Multimedia: Ruhollah Hosseinian / Q7378678